# Harpachtigen
Tot de harpachtigen behoren alle muziekinstrumenten die van de harp afstammen. Voorbeelden van harpachtigen zijn de harp en de lier. Alle harpachtigen zijn snaarinstrumenten. Bij harpachtige instrumenten maken de klankkast en hals een hoek; de snaar lopen van de hals naar de klankkast. Het bouwprincipe is dat van een driehoek, waarin een klankkast is geïntegreerd.

## Harpachtigen
- Harp
- Harpgitaar
- Lier